# Jonathan Svedberg
Ola Jonathan Svedberg (22 marzo 1999) è un calciatore svedese, centrocampista del St. Johnstone.

## Carriera

### Club
Dopo aver iniziato a giocare a calcio all'età di sette anni nel vivaio del BK Astrio, Svedberg è passato al settore giovanile dell'Halmstad nel 2012.
Il 2 luglio 2016, all'età di diciassette anni, ha disputato la sua prima partita in prima squadra subentrando a Ivo Pękalski in occasione della gara di Superettan persa 4-1 sul campo dell'AFC United. Le sue presenze stagionali nella Superettan 2016 sono state cinque, in un'annata conclusa dalla squadra con la promozione. Il 1º aprile 2017, entrando in campo al posto di Sead Hakšabanović nella prima giornata dell'Allsvenskan 2017 vinta 1-0 contro l'Östersund, ha fatto il suo debutto nella massima serie nazionale. In quel campionato ha collezionato undici presenze, di cui sette da titolare, anche se l'Halmstad si è poi classificato penultimo ed è quindi retrocesso. Nei tre anni successivi ha alternato presenze da titolare ad altre partendo dalla panchina.
Con il primo posto nella Superettan 2020 (edizione in cui Svedberg ha contribuito con undici partite giocate dal primo minuto e dodici entrando a partita in corso), l'Halmstad ha riconquistato la partecipazione all'Allsvenskan dell'anno seguente. Nel gennaio 2021, tuttavia, durante un'amichevole precampionato, si è rotto il legamento crociato ed è stato costretto a saltare l'intera stagione. Nel frattempo la squadra, neopromossa, è nuovamente scesa in Superettan dopo una sola annata.
Svedberg è tornato in campo nel 2022. Nella Superettan di quell'anno ha segnato due gol in venticinque partite. L'Halmstad ha chiuso il torneo al secondo posto ed è nuovamente risalito nella massima serie, dove ha poi ottenuto la salvezza sia al termine dell'Allsvenskan 2023 che al termine dell'Allsvenskan 2024. Al termine di quella stagione, in scadenza di contratto, ha lasciato il club.
Il 24 gennaio 2025 è stato annunciato il suo trasferimento al St. Johnstone, club scozzese, con un contratto di un anno e mezzo a parametro zero.

### Nazionale
Ha giocato nella nazionale svedese Under-19.

## Palmarès

### Club

#### Competizioni nazionali
- Superettan: 1

Halmstad: 2020